# 治臺必告錄
《治臺必告錄》，清朝关于治理台湾的文献汇编。徐宗干原辑，丁曰健增辑，共八卷。
福建巡抚徐宗干辑錄清代在台湾任官诸人所作有关治理台湾之文，并加评论。丁曰健在同治五年（1866年）离任。次年，他将徐宗干所辑《治台必告录》及自著《平台药言》等篇及在台所上摺奏合为一集为《治台必告录》，作为对以后治理台湾的借鉴。

## 内容
- 卷一为蓝鼎元《鹿洲文集》三十二篇及魏源《圣武纪略》三篇
- 卷二有谢金銮《蛤仔难纪略》一篇、邓传安《蠡测汇钞》四篇、周凯《内自讼斋文集》一篇、姚莹《东溟文集》十二篇、《东槎纪略》三篇
- 卷三有达洪阿等《防夷奏疏》一篇、刘韵珂《奏开番地疏》等二篇、熊一本《条复筹办番社议》等二篇、仝卜年《上刘玉坡制军论台湾时事书》一篇、史密《筹办番社议》等二篇
- 卷四有徐宗干《斯未信斋存稿》三十四篇
- 卷五有徐宗干文集
- 卷六至卷八中有丁曰健自著《平台乐言》及《会奏台属早稻收成摺》、《亲赴彰化内山督军勦灭全股踞逆折》、《复台府陈芍亭台防厅严峭岩书》、《复台镇会辑》五书等目